# Cleebronn
Cleebronn er en vinavlskommune i Landkreis Heilbronn i den tyske delstat Baden-Württemberg. Den ligger i udkanten af Metropolregion Stuttgart.

## Geografi
Cleebronn ligger i Zabergäu i den sydlige del af Landkreis Heilbronn i dalen til et tilløb (Ruitbach) til floden Zaber, nord for Strombergs i 220 til 260 meters højde. Landskabet er præget af vinavl. Vartegn for kommunen, og hele landskabet Zabergäus er det 394 meter høje Michaelsberg.

### Nabokommuner
Nabokommuner til Cleebronn er (med uret fra vest): Güglingen, Brackenheim (begge i Landkreis Heilbronn), Bönnigheim og Sachsenheim (begge i Landkreis Ludwigsburg). Cleebronn har indgået et Verwaltungsgemeinschaft med Brackenheim.

### Inddeling
I kommunen er der ikke andre landsbyer, men en del bebyggelser: Treffentrill, Katharinenplaisir, Slottet og gården Magenheim, Michaelsberg og Neumagenheim.

## Historie
Cleebronn er nævnt første gang som Kleberen i en bekendtgørelse fra 1279 ; Senere navneformer var Clobern og Cleibern, i 1291 blev Cleebrunn nævnt, og det blev i det 15. århundrede til Cleebronn.
I det 13. århundrede hørte den til Kurfyrstendømmet Mainz. I det 14. århundrede (senest 1367) erhvervede Württemberg omkring 2/3-dele af kommunen, – Württembergisch Cleebronn; den resterende tredjedel forblev under kurfyrstedømmet som Mainzisch Cleebronn, men var flere gange pantsat. De var indtil 1843 selvstændige kommuner og kaldtes fra 1811 Alt-Cleebronn og Neu-Cleebronn. 1. Januar 1844 blev de så genforenenet Cleebronn.

### Religion
I Cleebronn er der et protestantisk sogn, mens katolikkerne hører til sognet i Güglingen.

## Kultur og seværdigheder
- På en bakke ovenfor byen ligger Schloss Magenheim, et staufisk borganlæg fra ca. 1230-1250.
- Rådhuset er bygget i 1736 men flere gange ombygget.

## Fritid
Ved foden af Michaelsbergs ligger Oplevelsespark Tripsdrill, som sammen med Wildparadies Stromberg, på et 77 ha stort areal har omkring 100 attraktioner, zoologiske anlæg og museer.